# Horst Szymaniak
Horst «Schimmi» Szymaniak (Oer-Erkenschwick, Alemania nazi, 29 de agosto de 1934-Melle, Alemania, 9 de octubre de 2009) fue un jugador y entrenador de fútbol alemán. En su etapa como jugador profesional se desempeñaba como centrocampista defensivo o interior izquierdo. 
Es considerado uno de los mejores futbolistas alemanes de las décadas de 1950 y 1960.

## Fallecimiento
Murió el 9 de octubre de 2009 a la edad de 75 años en un asilo de ancianos en Melle, tras una larga enfermedad. El restaurante del Stadion am Zoo, estadio del Wuppertaler SV, lleva el nombre de «Szymaniak-Zimmer» en su honor.

## Selección nacional
Fue internacional con la selección de Alemania Federal en 43 ocasiones y convirtió 2 goles. Formó parte de la selección que obtuvo el cuarto lugar en la Copa del Mundo de 1958.

### Participaciones en Copas del Mundo
| Mundial                        | Sede   | Resultado        | Partidos | Goles |
| ------------------------------ | ------ | ---------------- | -------- | ----- |
| Copa Mundial de Fútbol de 1958 | Suecia | Cuarto lugar     | 6        | 0     |
| Copa Mundial de Fútbol de 1962 | Chile  | Cuartos de final | 4        | 1     |

## Clubes

### Como jugador
| Club                    | País             | Año       |
| ----------------------- | ---------------- | --------- |
| SpVgg Erkenschwick      | Alemania Federal | 1952-1955 |
| Wuppertaler SV          | Alemania Federal | 1955-1959 |
| Karlsruher SC           | Alemania Federal | 1959-1961 |
| Calcio Catania          | Italia           | 1961-1963 |
| Inter de Milán          | Italia           | 1963-1964 |
| AS Varese 1910          | Italia           | 1964-1965 |
| SC Tasmania 1900 Berlin | Alemania Federal | 1965-1966 |
| FC Biel-Bienne          | Suiza            | 1966      |
| Chicago Spurs           | Estados Unidos   | 1967      |

### Como entrenador
| Club                  | País             | Año       |
| --------------------- | ---------------- | --------- |
| SV 21 Steinheim       | Alemania Federal | 1968-1970 |
| SV Ennigloh 09        | Alemania Federal | ¿-?       |
| TBV Lemgo             | Alemania Federal | ¿-?       |
| TuRa Grönenberg Melle | Alemania Federal | ¿-1973    |

## Palmarés

### Campeonatos regionales
| Título       | Club          | País             | Año  |
| ------------ | ------------- | ---------------- | ---- |
| Oberliga Süd | Karlsruher SC | Alemania Federal | 1960 |

### Copas internacionales
| Título                      | Club           | Sede            | Año  |
| --------------------------- | -------------- | --------------- | ---- |
| Copa de Campeones de Europa | Inter de Milán | Viena (Austria) | 1964 |

### Distinciones individuales
| Distinción                                               |
| -------------------------------------------------------- |
| Elegido mejor futbolista del Wuppertaler SV del siglo XX |